# 艾哈邁德·福阿德·毛希丁
艾哈邁德·福阿德·毛希丁（埃及阿拉伯語發音：[ˈæħmæd foˈʔæːd ˈmoħj edˈdiːn]，1926年1月11日—1984年6月5日），自1982年1月2日到1984年6月5日担任第42任埃及总理。他是埃及民族民主党党员。
1949年他毕业于埃及医学院。1957年起当选国民议会议员。1964年任议会阿拉伯事务委员会主席。1965年11月任阿拉伯社会主义联盟克鲁比亚省委员会书记。1971年5月任亚历山大省省长。1972年9月任吉萨省省长。1973年3月起先后任地方政府国务部长及地方政府群众组织部长。1974年9月任卫生部长。1976年11月起任议会事务部长。曾任阿拉伯社会主义党总书记。1978年10月加入民族民主党，1979年11月任该党政治局委员和议会政治事务委员会主席。1980年5月在新组成的萨达特内阁任副总理。其间仍为医学教授。1982年1月被新总统穆巴拉克任命为总理，同时任民族民主党总书记。任内病逝。